# Хрещатицька волость (Роменський повіт)
Хрещатицька волость — історична адміністративно-територіальна одиниця Роменського повіту Полтавської губернії з центром у селі Хрещатик.
Станом на 1885 рік складалася з єдиного поселення, єдиної сільської громади. Населення — 829 осіб (425 осіб чоловічої статі та 404 — жіночої), 75 дворових господарства.
|                  | Площа, десятин | У тому числі орної, дес. |
| ---------------- | -------------- | ------------------------ |
| Сільських громад | 871            | 640                      |
| Іншої власності  | —              | —                        |
| Загалом          | 871            | 640                      |

Поселення волості:
- Хрещатик — колишнє власницьке село при річці Жучисі за 40 верст від повітового міста, 829 осіб, 75 дворів, православна церква, костел, 2 постоялих будинки, 2 лавки, 2 кузні, 16 вітряних млинів.